# Glattbach (Lindenfels)
Glattbach ist ein Stadtteil von Lindenfels im Odenwald im Landkreis Bergstraße in Hessen.

## Geographische Lage
Glattbach liegt im Vorderen Odenwald nordwestlich der Kernstadt Lindenfels am Zusammenfluss des Seidenbucher Bachs und des Kolmbachs zum Schlierbach, der als rechter nördlicher Zufluss im Zentrum der Kerngemeinde Fürth in die Weschnitz mündet. Glattbach liegt am Fuß des Krehbergs (575 m), der sich im Südwesten der Ortschaft erhebt. Die Gemarkung reicht bis an den Ortsrand von Seidenbuch und erreicht am Nordhang des Krehbergs zwischen Seidenbuch und Schannenbach eine Höhe von 520 Meter.
Die nächstgelegenen Ortschaften sind Seidenbuch im Südwesten, Knoden und Breitenwiesen im Westen, Kolmbach im Norden, Winkel im Osten und Schlierbach im Südosten.

## Geschichte

### Von den Anfängen bis zum 18. Jahrhundert
Glattbach entstand im Gebiet der ehemaligen „Mark Heppenheim“, die ein Verwaltungsbezirk des Frankenreichs bezeichnete. Am 20. Januar 773 schenkte Karl der Große die Stadt Heppenheim nebst der ausgedehnten „Mark Heppenheim“ dem Reichskloster Lorsch. Nach langen Streitigkeiten konnten sich die Kurpfalz und das Erzbistum Mainz Anfang des 14. Jahrhunderts über das Erbe aus dem Lorscher Abtei einigen und die Pfälzer Teile, zu denen auch Glattbach gehörte, wurden danach durch die Amtsvogtei Lindenfels verwaltet, die auch die Gerichtsbarkeit ausübte.
Die früheste erhalten gebliebene urkundliche Erwähnung des Ortes als Gladbach weist in das Jahr 1356, als Pfalzgraf Ruprecht I. 13 ½ Huben in Gladbach, Winkel und Schlierbach verpachtete. Innerhalb des Amts Lindenfels gehörte der Ort zur Thalzent, deren Zentgericht erst in Glattbach, später in Ellenbach und zuletzt in Schlierbach abgehalten wurde. Das Gericht hatte gemeinsam mit Lindenfels eine Richtstätte in den »Faustenbacher Hecken auf dem Bühel«. Für deren Unterhaltung musste die Thalzent die Hälfte der Kosten tragen. In seinem Siegel führte das Zentgericht ein Schild mit drei Feldern. Im ersten Feld befand sich der Pfälzische Löwe, im zweiten die bayerischen Rauten und im dritten, untersten ein Knabe auf einem Hügel, über dessen Kopf eine Kugel schwebte.
In den Anfängen der Reformation sympathisierten die pfälzischen Herrscher offen mit dem lutherischen Glauben, aber erst unter Ottheinrich, Kurfürst von 1556 bis 1559, erfolgte der offizielle Übergang zur lutherischen Lehre. Danach wechselten die Herrscher und gezwungenermaßen auch die Bevölkerung mehrfach zwischen der lutherischen, reformierten und calvinistischen Religion. Mit der Einführung der Reformation entstand in Schlierbach unter Pfalzgraf Friedrich III. die reformierte Pfarrei, zu der nach dem Heidelberger Oberamtscompetenzbuch vom Jahr 1610 die Filiale Kolmbach, Glattbach, Winkel, Eulsbach, Erlenbach und Seidenbach gehörten. Nachdem im Dreißigjährigen Krieg das Pfarrhaus in Schlierbach durch Brand zerstört worden war, wurde Glattbach als Filiale von Lindenfels geführt. Später wurde in Schlierbach wieder ein Pfarrer eingesetzt und ab 1650 gab es dort auch wieder Kirchenbücher.
Glattbach hatte 1613: »10 Hausgesäße, 6 leibeigne Manns- und 5 Weibspersonen. Die Leibsteuer betrug bei einem Mann 12 Pfennig und ein altes Huhn, bei einer Frau ein Urkundspfennig. 2 Manns Personen waren leibeigen nach Starkenburg.« Am Ende des Dreißigjährigen Kriegs (1648) dürfte der Ort wie viele Gebiete der Kurpfalz jedoch fast menschenleer gewesen sein.
1685 starb die reformierte Linie Pfalz-Simmern aus und die katholischen Vettern der Linie Pfalz-Neuburg traten mit Kurfürst Philipp Wilhelm die Regierung in der Kurpfalz an. Dieser ordnete die Gleichstellung des katholischen Glaubens in der mehrheitlich evangelisch bevölkerten Pfalz an. Kurfürst Johann Wilhelm erließ am 26. Oktober 1698 das sogenannte Simultaneum. Danach waren die Katholiken berechtigt, alle reformierten Einrichtungen wie Kirchen, Schulen und Friedhöfe mitzunutzen, während dies umgekehrt nicht erlaubt wurde. Weiterhin wurde die bis dahin selbständige reformierte Kirchenverwaltung dem Landesherren unterstellt. Erst auf Betreiben Preußens kam es 1705 zur sogenannten Pfälzische Kirchenteilung, in der das Simultanum rückgängig gemacht wurde, und die Kirchen im Land wurden mitsamt Pfarrhäusern und Schulen zwischen den Reformierten und den Katholiken im Verhältnis fünf zu zwei aufgeteilt.
Bis 1737 unterstand das Amt Lindenfels dem Oberamt Heidelberg, danach wurde Lindenfels ein eigenständiges Oberamt.
Im Jahr 1784 wurde Gladbach als ein Dörflein aus acht Huben beschrieben. Dort lebten damals 29 Familien mit 128 Seelen in 14 Häusern und 3 Mühlen. Die Gemarkung enthielt 240 Morgen Äcker, 82 Morgen Wiesen, 9 ½ Morgen Gärten und 16 Morgen Wald.
Den Zehnten bezog zu einem Drittel die geistliche Verwaltung des Stifts „Zum heiligen Geist“ in Heidelberg. Die Kurpfalz erhielt zwei Drittel von drei Huben, die früher die Rodensteiner zum Lehen hatten und für fünf Huben erhielten die Ulner von Dieburg zwei Drittel vom Zehnten. Die verwaltungsmäßige und hoheitliche Zuordnung für Glattbach war die Thal-Zent des Oberamts Lindenfels der Pfalzgrafschaft bei Rhein (im „Kurfürstentum Pfalzbayern“ ab 1777).

### 19. Jahrhundert
Mit dem Reichsdeputationshauptschluss von 1803 wurde die Kurpfalz aufgelöst und das Gebiet des Oberamts Lindenfels wurde der Landgrafschaft Hessen-Darmstadt als Ausgleich für verlorene linksrheinische Gebiete zugeteilt. Es wurde vorerst als hessische Amtsvogtei weitergeführt. Am 14. August 1806 wurde die Landgrafschaft Hessen-Darmstadt von Napoleon zum Großherzogtum Hessen erhoben. 1812 wurde der Amtsbereich des „Amts Lindenfels“ aufgeteilt und Glattbach dem Amt Fürth zugewiesen. Die Übergeordnete Verwaltungsbehörde war der „Regierungsbezirk Darmstadt“, der ab 1803 auch als „Fürstentum Starkenburg“ bezeichnet wurde. Nach dem Wiener Kongress 1814/15 wurden 1816 im Großherzogtum Hessen Provinzen gebildet. Dabei wurde das vorher als „Fürstentum Starkenburg“ bezeichnete Gebiet, das aus den südlich des Mains gelegenen alten Hessischen und den ab 1803 hinzugekommenen rechtsrheinischen Territorien bestand, in „Provinz Starkenburg“ umbenannt.
1821 wurden im Rahmen einer umfassenden Verwaltungsreform die Amtsvogteien in den Provinzen Starkenburg und Oberhessen des Großherzogtums aufgelöst und Landratsbezirke eingeführt, wobei Glattbach zum Landratsbezirk Lindenfels kam. Im Rahmen dieser Reform wurden auch Landgerichte geschaffen, die jetzt unabhängig von der Verwaltung waren. Deren Gerichtsbezirke entsprachen in ihrem Umfang den Landratsbezirken. Für den Landratsbezirk Lindenfels war das Landgericht Fürth als Gericht erster Instanz zuständig. Diese Reform ordnete auch die Verwaltung auf Gemeindeebene neu. So war die Bürgermeisterei in Schlierbach neben Glattbach auch für die Orte Kolmbach, Seidenbach, Seidenbuch und Winkel zuständig.
Entsprechend der Gemeindeverordnung vom 30. Juni 1821 gab es keine Einsetzungen von Schultheißen mehr, sondern einen gewählten Ortsvorstand, der sich aus Bürgermeister, Beigeordneten und Gemeinderat zusammensetzte.
Die Statistisch-topographisch-historische Beschreibung des Großherzogthums Hessen berichtet 1829 über Glattbach:

„Glattbach (L. Bez. Lindenfels) reform. Filialdorf; liegt ½ St. von Lindenfels an dem Thalbach und hat 25 Häuser und 206. Einw., die bis auf 14 Luth. reformirt sind. Unter diesen sind 6 Bauern, 15 Handwerker und 5 Tagelöhner. Der Ort hat 3 Mahl-, 1 Schneidemühle und 1 Hof, die Jägerhütte genannt. Im Jahr 1369 wurden hier nur sieben Huben gezählt. Von Churpfalz kam Glattbach 1802 an Hessen.“

1832 wurden die Verwaltungseinheiten weiter vergrößert und es wurden Kreise geschaffen. Nach der am 20. August 1832 bekanntgegebenen Neugliederung sollte es in Süd-Starkenburg künftig nur noch die Kreise Bensheim und Lindenfels geben, der Landratsbezirk von Heppenheim sollte in den Kreis Bensheim fallen. Noch vor dem Inkrafttreten der Verordnung zum 15. Oktober 1832 wurde diese aber dahingehend revidiert, dass statt des Kreises Lindenfels neben dem Kreis Bensheim der Kreis Heppenheim als zweiter Kreis gebildet wurde, zu dem jetzt Glattbach gehörte. Nach der Kreisbildung von 1832 wurde Glattbach durch die Bürgermeisterei in Kolmbach verwaltet.
Am 31. Juli 1848 wurden in den Provinzen die Kreise und die Landratsbezirke des Großherzogtums abgeschafft und durch „Regierungsbezirke“ ersetzt, wobei die bisherigen Kreise Bensheim und Heppenheim zum Regierungsbezirk Heppenheim vereinigt wurden. Bereits vier Jahre später, im Laufe der Reaktionsära, kehrte man aber zur Einteilung in Kreise zurück und Glattbach wurde Teil des neu geschaffenen Kreises Lindenfels.
Ab 1839 wurde die Nibelungenstraße von Bensheim ins Lautertal bis Lindenfels ausgebaut und damit ein wichtiger Betrag zur Verbesserung der Infrastruktur des vorderen Odenwaldes geschaffen. Eine weitere Verbesserung wurde durch die Eröffnung der Main-Neckar-Bahn 1846 erreicht, die Bensheim zunächst mit Langen, Darmstadt und Heppenheim verband und wenig später bis Frankfurt, Heidelberg und Mannheim reichte.
Die im Dezember 1852 aufgenommenen Bevölkerungs- und Katasterlisten ergaben für Glattbach: Reformatorisches Filialdorf mit 170 Einwohnern. Dazu gehört der Hof Jägerhütte. Die Gemarkung besteht aus 922 Morgen, davon 208 Morgen Ackerland, 166 Morgen Wiesen und 257 Morgen Wald.
In den Statistiken des Großherzogtums Hessen werden, bezogen auf Dezember 1867, für das Filialdorf Glattbach die Bürgermeisterei Klombach, 24 Häuser, 202 Einwohnern, der Kreis Lindenfels, das Landgericht Fürth, die evangelische reformierte Pfarrei Schlierbach mit dem Dekanat in Lindenfels und die katholische Pfarrei Lindenfels des Dekanats Heppenheim angegeben. In der Gemarkung liegt die Jägerhütte mit 6 Einwohnern.
1874 wurde eine Anzahl von Verwaltungsreformen beschlossen. So wurden die landesständige Geschäftsordnung sowie die Verwaltung der Kreise und Provinzen durch Kreis- und Provinzialtage geregelt. Die Neuregelung trat am 12. Juli 1874 in Kraft und verfügte auch die Auflösung der Kreise Lindenfels und Wimpfen und die Eingliederung von Glattbach in den Kreis Bensheim.

### 20. Jahrhundert bis heute
Im Ersten Weltkrieg hatte Glattbach neun Gefallene zu beklagen. Im Zweiten Weltkrieg waren es 15 gefallene oder vermisste Soldaten.
Die hessischen Provinzen Starkenburg, Rheinhessen und Oberhessen wurden 1937 nach der 1936 erfolgten Auflösung der Provinzial- und Kreistage aufgehoben. Zum 1. November 1938 trat dann eine umfassende Gebietsreform auf Kreisebene in Kraft. In der ehemaligen Provinz Starkenburg war der Kreis Bensheim besonders betroffen, da er aufgelöst und zum größten Teil dem Kreis Heppenheim zugeschlagen wurde. Der Kreis Heppenheim übernahm auch die Rechtsnachfolge des Kreises Bensheim und erhielt den neuen Namen Landkreis Bergstraße.
Wie die Einwohnerzahlen von 1939 bis 1950 zeigen, nahm auch Glattbach nach dem Krieg viele Flüchtlinge und Vertriebene aus den ehemaligen deutschen Ostgebieten auf.
Im Jahr 1961 wurde die Gemarkungsgröße mit 231 ha angegeben, davon waren 56 ha Wald.
Im Zuge der Gebietsreform in Hessen schloss sich der Ort gemeinsam mit den Gemeinden Eulsbach, Schlierbach und Winkel am 31. Dezember 1970 freiwillig der Stadt Lindenfels an. Für Glattbach wurde wie für alle nach Lindenfels eingegliederten Orte ein Ortsbezirk mit Ortsbeirat und Ortsvorsteher nach der Hessischen Gemeindeordnung eingerichtet.

### Gerichte in Hessen
Die Gerichtsbarkeit des Oberamtes Lindenfels ging 1813 an das neue Justizamt in Fürth über. Mit Bildung der Landgerichte im Großherzogtum Hessen war ab 1821 das Landgericht Fürth das Gericht erster Instanz. Anlässlich der Einführung des Gerichtsverfassungsgesetzes mit Wirkung vom 1. Oktober 1879, infolge derer die bisherigen großherzoglich hessischen Landgerichte durch Amtsgerichte an gleicher Stelle ersetzt wurden, während die neu geschaffenen Landgerichte nun als Obergerichte fungierten, kam es zur Umbenennung in Amtsgericht Fürth und Zuteilung zum Bezirk des Landgerichts Darmstadt.

### Verwaltungsgeschichte im Überblick
Die folgende Liste zeigt die Staaten und Verwaltungseinheiten, denen Glattbach angehört(e):
- vor 1737: Heiliges Römisches Reich, Pfalzgrafschaft bei Rhein, Oberamt Heidelberg, Amt Lindenfels Thal-Zent
- ab 1737: Heiliges Römisches Reich, Pfalzgrafschaft bei Rhein, Oberamt Lindenfels, Thal-Zent
- ab 1777: Heiliges Römisches Reich, Kurfürstentum Pfalzbayern, Pfalzgrafschaft bei Rhein, Oberamt Lindenfels, Thal-Zent
- ab 1803: Heiliges Römisches Reich, Landgrafschaft Hessen-Darmstadt,[Anm. 2] Fürstentum Starkenburg, Amt Lindenfels
- ab 1806: Großherzogtum Hessen,[Anm. 3] Fürstentum Starkenburg, Amt Lindenfels[24]
- ab 1812: Großherzogtum Hessen, Fürstentum Starkenburg, Amt Fürth
- ab 1815: Großherzogtum Hessen, Provinz Starkenburg, Amt Fürth
- ab 1821: Großherzogtum Hessen, Provinz Starkenburg, Landratsbezirk Lindenfels[Anm. 4]
- ab 1832: Großherzogtum Hessen, Provinz Starkenburg, Kreis Heppenheim
- ab 1848: Großherzogtum Hessen, Regierungsbezirk Heppenheim
- ab 1852: Großherzogtum Hessen, Provinz Starkenburg, Kreis Lindenfels
- ab 1871: Deutsches Reich, Großherzogtum Hessen, Provinz Starkenburg, Kreis Lindenfels
- ab 1874: Deutsches Reich, Großherzogtum Hessen, Provinz Starkenburg, Kreis Bensheim
- ab 1918: Deutsches Reich, Volksstaat Hessen,[Anm. 5] Provinz Starkenburg, Kreis Bensheim
- ab 1938: Deutsches Reich, Volksstaat Hessen, Landkreis Bergstraße[25][Anm. 6]
- ab 1945: Deutsches Reich, Amerikanische Besatzungszone,[Anm. 7] Groß-Hessen, Regierungsbezirk Darmstadt, Landkreis Bergstraße
- ab 1946: Deutsches Reich, Amerikanische Besatzungszone, Hessen, Regierungsbezirk Darmstadt, Landkreis Bergstraße
- ab 1949: Bundesrepublik Deutschland, Hessen, Regierungsbezirk Darmstadt, Landkreis Bergstraße
- ab 1971: Bundesrepublik Deutschland, Hessen, Regierungsbezirk Darmstadt, Landkreis Bergstraße, Stadt Lindenfels

## Bevölkerung

### Einwohnerstruktur 2011
Nach den Erhebungen des Zensus 2011 lebten am Stichtag dem 9. Mai 2011 in Glattbach 231 Einwohner. Darunter waren 6 (2,6 %) Ausländer. Nach dem Lebensalter waren 48 Einwohner unter 18 Jahren, 87 zwischen 18 und 49, 51 zwischen 50 und 64 und 45 Einwohner waren älter. Die Einwohner lebten in 90 Haushalten. Davon waren 21 Singlehaushalte, 27 Paare ohne Kinder und 33 Paare mit Kindern, sowie 6 Alleinerziehende und 3 Wohngemeinschaften. In 15 Haushalten lebten ausschließlich Senioren und in 54 Haushaltungen lebten keine Senioren.

### Einwohnerentwicklung
| • 1568: | 12 Hausgesessene                                  |
| • 1613: | 10 Hausgesessene, Leibeigene: 6 Männer, 5 Frauen. |
| • 1784: | 128 Seelen, 29 Familien, 14 Häuser, drei Mühlen   |
| • 1806: | 165 Einwohner, 20 Häuser                          |
| • 1829: | 206 Einwohner, 25 Häuser                          |
| • 1867: | 208 Einwohner, 25 Häuser                          |

| Glattbach: Einwohnerzahlen von 1784 bis 2012 | Glattbach: Einwohnerzahlen von 1784 bis 2012 | Glattbach: Einwohnerzahlen von 1784 bis 2012 | Glattbach: Einwohnerzahlen von 1784 bis 2012 | Glattbach: Einwohnerzahlen von 1784 bis 2012 |
| --- | -------------------------------------------- | -------------------------------------------- | -------------------------------------------- | -------------------------------------------- |
| Jahr |                                              |                                              |                                              | Einwohner                                    |
| 1784 | 1784                                         |                                              | 128                                          | 128                                          |
| 1806 | 1806                                         |                                              | 165                                          | 165                                          |
| 1829 | 1829                                         |                                              | 208                                          | 208                                          |
| 1834 | 1834                                         |                                              | 193                                          | 193                                          |
| 1840 | 1840                                         |                                              | 197                                          | 197                                          |
| 1846 | 1846                                         |                                              | 184                                          | 184                                          |
| 1852 | 1852                                         |                                              | 170                                          | 170                                          |
| 1858 | 1858                                         |                                              | 173                                          | 173                                          |
| 1864 | 1864                                         |                                              | 203                                          | 203                                          |
| 1871 | 1871                                         |                                              | 203                                          | 203                                          |
| 1875 | 1875                                         |                                              | 189                                          | 189                                          |
| 1885 | 1885                                         |                                              | 173                                          | 173                                          |
| 1895 | 1895                                         |                                              | 185                                          | 185                                          |
| 1905 | 1905                                         |                                              | 164                                          | 164                                          |
| 1910 | 1910                                         |                                              | 164                                          | 164                                          |
| 1925 | 1925                                         |                                              | 195                                          | 195                                          |
| 1939 | 1939                                         |                                              | 152                                          | 152                                          |
| 1946 | 1946                                         |                                              | 196                                          | 196                                          |
| 1950 | 1950                                         |                                              | 208                                          | 208                                          |
| 1956 | 1956                                         |                                              | 178                                          | 178                                          |
| 1961 | 1961                                         |                                              | 158                                          | 158                                          |
| 1967 | 1967                                         |                                              | 173                                          | 173                                          |
| 1970 | 1970                                         |                                              | 150                                          | 150                                          |
| 1980 | 1980                                         |                                              | ?                                            | ?                                            |
| 1990 | 1990                                         |                                              | ?                                            | ?                                            |
| 2000 | 2000                                         |                                              | 256                                          | 256                                          |
| 2006 | 2006                                         |                                              | 262                                          | 262                                          |
| 2011 | 2011                                         |                                              | 231                                          | 231                                          |
| 2012 | 2012                                         |                                              | 235                                          | 235                                          |
| Datenquelle: Historisches Gemeindeverzeichnis für Hessen: Die Bevölkerung der Gemeinden 1834 bis 1967. Wiesbaden: Hessisches Statistisches Landesamt, 1968. Weitere Quellen: LAGIS; 2000; 2006; 2012: Stadt Lindenfels aus webarchiv. Zensus 2011 |                                              |                                              |                                              |                                              |

### Historische Religionszugehörigkeit
| • 1829: | 14 lutheranische (= 6,80 %), 192 reformierte (= 93,20 %) Einwohner         |
| • 1961: | 120 evangelische (= 75,95 %), 37 (= 23,42 %) römisch-katholische Einwohner |

## Politik
Für Glattbach besteht ein Ortsbezirk (Gebiete der ehemaligen Gemeinde Glattbach) mit Ortsbeirat und Ortsvorsteher nach der Hessischen Gemeindeordnung. Der Ortsbeirat besteht aus fünf Mitgliedern. Nach der Kommunalwahl 2016 setzt er sich aus drei Vertretern der LWG/CDU und zwei Vertretern der SPD zusammen. Ortsvorsteher ist Bernd Rettig (CDU).

## Kultur und Sehenswürdigkeiten
»Im schmalen Teil des Kolmbachtales, an den teilweise steilen Hängen gelegen, finden sich in Glattbach eine Anzahl stattlicher Hofreiten, die sich am Bachlauf orientieren und wohl anfänglich zu einem Waldhufendorf gehörten.
Die Wohnhäuser der meist dreiseitig bebauten Höfe sind zweigeschossig und in gutem Fachwerk aus der ersten Hälfte des 19. Jahrhunderts errichtet. Sie stehen mit den Giebelseiten zur Straße und besitzen Satteldächer.
In Glattbach gab es zeitweise drei Mühlen zur Mehlherstellung und eine Holzschneidemühle, die jetzt nicht mehr in Betrieb sind, da die Bedeutung der Wasserkraft von Jahr zu Jahr nachgelassen hat. Das alte Mühlrad, von 1946 kann man noch heute in der Bachgasse 2 besichtigen.« ()

## Verkehr
Durch Glattbach führt die Landesstraße L 3099, die in der Kerngemeinde Fürth von der als Siegfriedstraße bekannten Bundesstraße 460 und der mit ihr vereinten Bundesstraße 38 abzweigt und durch das Tal des Schlierbachs bis Kolmbach führt und dort in die als Nibelungenstraße bekannte Bundesstraße 47 einmündet. In der Ortsdurchfahrt der L 3099 zweigt die Kreisstraße K 55 ab, führt durch den Westteil von Glattbach und wendet sich dann nach Seidenbuch und erreicht diesen am Nordhang des Krehbergs hoch gelegenen Ort nach zwei Spitzkehren. Von dort beschreibt die Straße einen Bogen nach Westen und Norden und erschließt so die Ortschaften Schannenbach, Knoden und Breitenwiesen, bevor sie bei Gadernheim in die B 47 einmündet.